# Thera albida
Thera albida är en fjärilsart som beskrevs av Hans Ferdinand Emil Julius Stichel 1911. Thera albida ingår i släktet Thera och familjen mätare. Inga underarter finns listade i Catalogue of Life.